# Chörbsch Horn
Das Chörbsch Horn ist ein Berg westlich von Davos im Kanton Graubünden/Schweiz. Seine Höhe ist 2651 m ü. M.. Vom nahen Skigebiet Schatzalp/Strela aus wird er im Winter oft begangen.

## Lage und Umgebung
Das Chörbsch Horn gehört zur Strelakette, einer Untergruppe der Plessuralpen. Er befindet sich vollständig auf Gemeindegebiet von Davos. Da er an der Wasserscheide zwischen Plessur und dem Landwasser liegt, zählt es wie der Wannengrat geografisch auch zum Schanfigg. Das Chörbsch Horn wird im Nordwesten durch das Hinter Latschüel, im Süden durch den Chörb und im Nordosten durch das Tirmet eingefasst.
Zu den Nachbargipfeln gehören der Wannengrat, die Chüpfenflue und die Strela im Norden, das Grüenihorn und Hanengretji im Osten und Mederger Flue im Westen.
Talorte sind Davos und Langwies. Häufige Ausgangspunkte sind der Strelapass (im Winter) und die Schatzalp.
Auf seinem Südgrat steht die Chörbschhornhütte  auf (2575 m), eine Notunterkunft des Skiclubs Davos. Sie ist immer offen, hat jedoch weder Brennholz noch Schlafgelegenheit.

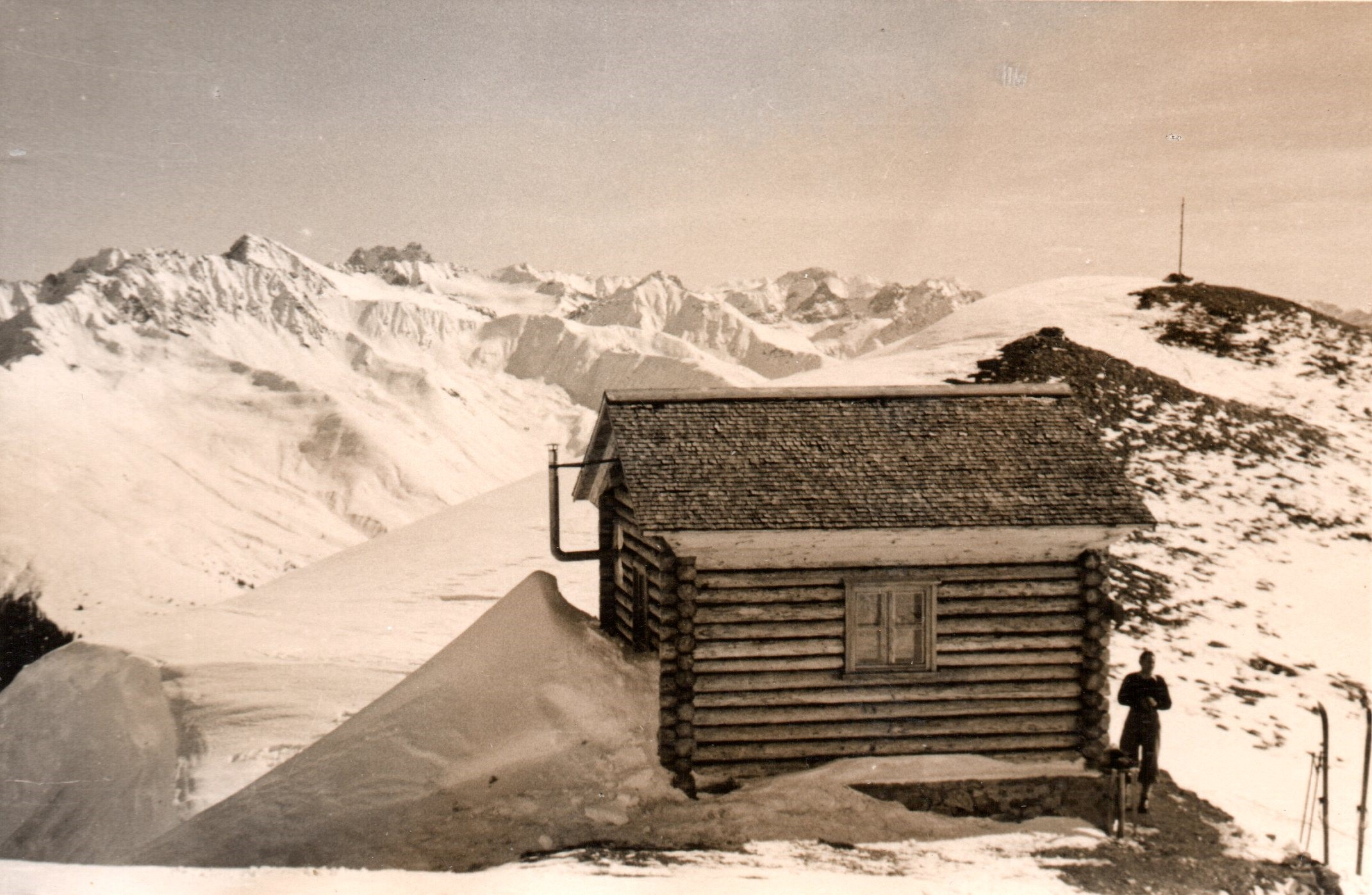
Chörbschhornhütte (1940)

## Route zum Gipfel
- Ausgangspunkt: Davos Frauenkirch (1507 m) oder Arosa (1739 m)

1. Von Frauenkirch via Stafelalp (1894 m), P.2457
2. Von Arosa zum Stausee Isel (1606 m), dann via Furggaalp (1689 m), Tieja (2011 m), Schwifurgga (2519 m)

- Schwierigkeit: B
- Zeitaufwand:

1. 3½ Stunden von Frauenkirch
2. 4 Stunden von Arosa